# Ralle Malone
 Der er for få eller ingen kildehenvisninger i denne artikel, hvilket er et problem. Du kan hjælpe ved at angive troværdige kilder til de påstande, som fremføres i artiklen.

Ralle Malone er er en dansk trommeslager, der er født og opvokset i Åbyhøj, som er en forstad til Aarhus.
Han var i 1990'erne trommeslager i det århusianske hardcore-band Barcode. Men blev først for alvor kendt, da han i slut-90'erne spillede live-bass for Suspekt. Dette var dog kun for en kort periode.
I 2003 kom han med Niarn på tour som backuprapper, hypeman og trommeslager, senere på året slog han sig sammen med Niggerenislæden (nu Johnson) og sammen begyndte at lave numre – med Johnson på rap og Ralle Malone på sang.
I foråret 2004 blev de signet til det anerkendte selskab Run For Cover m.h.p. deres første EP-udgivelse, der imidlertid ikke materialiserede sig.

## Bulldogg
I foråret 2007 pladedubuterede Ralle Malone under pseudonymet Bulldogg med singlen "Knep Knep, Drik Drik, Hor Hor, Snif Snif". Singlen blev lagt på nettet til gratis download. Ralle Malone optrådte maskeret som Bulldogg og forsøgte at skjule sin identitet som Bulldogg. I 2007 udgav Ralle Malone under navnet Bulldogg sit debutalbum med titlen Bulldogg på Copenhagen Records. Albummet opnåede imidlertid negative anmeldelser. Der var i perioden nogen debat om, hvorvidt Ralle Malone og Bulldogg var den samme person..
Efter udgivelsen af Bulldogg indspillede Ralle Malone med Peter Sommer en musikvideo i Horsens Statsfængsel med titlen "Kommer Hjem Til December". Ralle Malone var i 2010 sammen med Joey Moe hovednavn på den Århusianske festiaval Urban Colorz